# 闵孝琳
閔孝琳（1986年2月5日—），本名鄭恩蘭（韓語：정은란），是韓國模特兒、女歌手、演員。曾為JYP練習生，但以廣告模特兒出道後，才一圓歌手夢，後成為演員。2018年與BIGBANG成員太陽結婚，婚後兩人育有一兒。

## 簡歷
閔孝琳於19歲大學畢業前，通過街頭選角進入JYP，經過三次試鏡成為了歌手練習生，但最終仍不得不放棄夢想。2006年被選為休閒服飾品牌的專屬模特兒，因多變的妝容與清新的素顏，尤其成為標誌的高挺鼻子，讓她迅速成為廣告界新寵兒。
2007年5月23日，閔孝琳進軍歌壇，發行首張迷你專輯《Rinz》引起關注；2008年3月14日，發行數位單曲〈Touch me〉搭配LG手機廣告，也獲得熱烈反響。

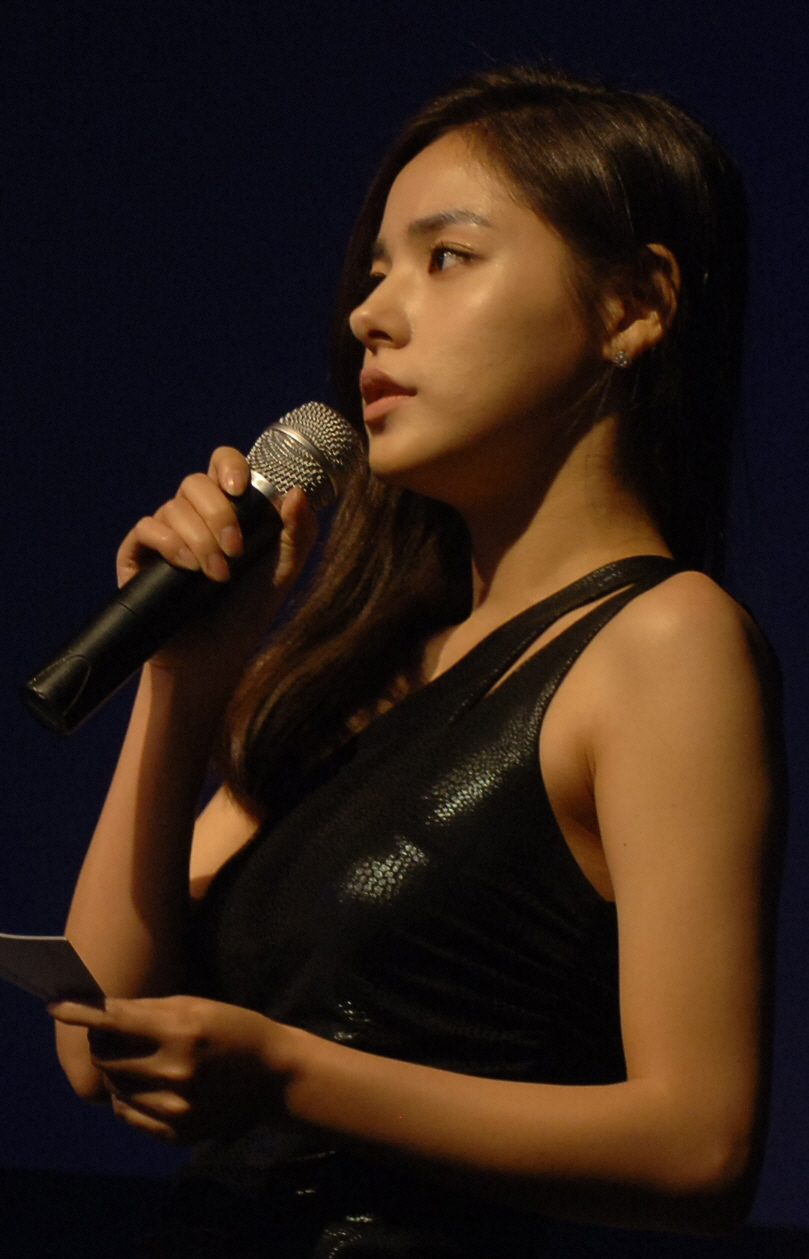
2011年的閔孝琳

2009年6月，她開始參與電視劇的拍攝，在首部作品《Triple》直接擔綱女主角，飾演花式滑冰選手。2011年5月，憑藉電影《陽光姊妹淘》，獲得第19屆韓國文化演藝大獎電影部門最佳新人女演員獎。2015年出演青春勵志劇《七顛八起具海拉》並獻唱多首OST，2016年在綜藝節目《姐姐們的Slam Dunk》成為限定女子團體Unnies第一代成員並發行單曲站上了《音樂銀行》的舞台。2017年在《個人主義者智英小姐》中飾演討厭人際關係的個人主義者，憑藉該劇獲得第2屆亞洲明星盛典的Best Choice獎。
近年來閔孝琳鮮少出現在螢光幕，僅在2023年於先生太陽的紀錄片《Down to Earth》亮相過。

## 個人生活
2014年，閔孝琳出演男子音樂團體BIGBANG成員太陽的單曲〈凌晨1點〉MV，兩人相識後進而成為戀人，太陽還為她專寫了〈眼、鼻、嘴〉這首歌。2015年6月，媒體拍到太陽彎腰為閔孝琳繫鞋帶的照片，兩人透過各自的經紀公司公開承認戀情。
2018年2月3日，太陽於入伍前與閔孝琳在教堂舉行了私人婚禮。2021年9月閔孝琳宣布懷孕並即將臨盆，12月誕下一兒。

## 演出作品

### 電視劇
- 2009年：MBC《Triple》飾演 李夏露
- 2010年：SBS《醫生冠軍》飾演 護士（特別出演）
- 2011年：KBS《浪漫小鎮》飾演 鄭多芊
- 2015年：Mnet《七顛八起具海拉》飾演 具海拉
- 2017年：KBS2《個人主義者智英小姐》飾演 羅智英

### 電影
- 2010年：《首爾浪漫主義運動》（短片）
- 2010年：《牛奶時代》（短片）
- 2011年：《陽光姊妹淘》飾演 鄭秀智（少女時期）
- 2012年：《高富帥跑路中》飾演 美麗
- 2012年：《俠盜冰團》飾演 白秀蓮
- 2015年：《二十行不行》飾演 珍珠
- 2019年：《自行車王嚴福童（朝鲜语：자전차왕 엄복동）》飾演 京子

### MV
- 2006年：朴奇英〈因為你〉
- 2007年：Evan〈男人也沒辦法〉
- 2007年：FTIsland〈男人的初戀直到墳墓〉、〈雷聲〉、〈只有一個人〉
- 2008年：MIGHTY MOUTH〈Energy〉
- 2010年：曹誠模〈漸漸的〉
- 2011年：宋枝恩〈瘋了嗎〉
- 2014年：太陽〈凌晨1點〉、〈眼、鼻、嘴〉
- 2014年：李俊昊〈FEEL〉
- 2016年：Unnies〈Shut Up〉

## 綜藝節目
- 2016年4月8日—12月2日：KBS2《姐姐們的Slam Dunk》第一季（Unnies第一代成員）

## 音樂作品
| 迷妳專輯 # | 專輯資料                                               | 曲目 |
| 1st        | 《RinZ 閔孝琳》 - 發行日期：2007年5月23日 - 語言：韓語 | 曲目 1. Stars 2. 等待我 小狼狗／기다려 늑대 3. 懷念／그립습니다 4. Stars（Inst.） 5. 等待我 小狼狗／기다려 늑대（Inst.） |

| 數位單曲 # | 單曲資料                                            | 曲目                                  |
| 1st        | 〈Touch me〉 - 發行日期：2008年3月14日 - 語言：韓語 | 曲目 1. Touch me 2. Touch me（Inst.） |

| OST # | 專輯資料                                                                               | 曲目                                       |
| 1st   | 《七顛八起具海拉 OST Part.1》 - 發行日期：2015年1月10日 - 與振永（Feat.Baro）          | 曲目 1. 與你相遇的那天（당신과 만난 이날） |
| 2nd   | 《具海拉成功記 OST Part.5》 - 發行日期：2015年2月7日 - 與振永                          | 曲目 1. 遇見你之後（널 만난 이후）         |
| 3rd   | 《具海拉成功記 OST Part.10》 - 發行日期：2015年3月14日 - 與柳星恩、振永、Ulala Session | 曲目 1. 她的微笑（그녀가 웃잖아）          |

| Unnies # | 單曲資料                             | 曲目                           |
| 1st      | 〈Shut Up〉 - 發行日期：2016年7月1日 | 曲目 1. Shut Up（Feat.柳熙烈） |

## 獲獎
- 2011年：第19屆韓國文化演藝大獎—電影部門最佳新人女演員獎《陽光姊妹淘》
- 2012年：第16屆富川國際奇幻影展—奇幻獎（觀眾選擇獎）[21]
- 2012年：第49屆大鐘賞—上鏡獎[22]
- 2016年：第16屆KBS演藝大賞—綜藝部門女子新人獎《姐姐們的Slam Dunk》
- 2017年：第2屆亞洲明星盛典—Best Choice獎《個人主義者智英小姐》